# Wilder Mann
Wilder Mann – szczyt w Alpach Algawskich, części Alp Bawarskich. Leży na granicy między Austrią (Tyrol), a Niemcami (Bawaria). Sąsiaduje z Rotgundspitze i Hochgundspitze.